# Busk
Busk é uma cidade ucraniana localizada no oblast de Leópolis.